# Bartoszowiny
Bartoszowiny – wieś w Polsce, położona w województwie świętokrzyskim, w powiecie kieleckim, w gminie Nowa Słupia.
W latach 1975–1998 miejscowość administracyjnie należała do województwa kieleckiego.

## Położenie
Wieś znajduje się w Górach Świętokrzyskich, na południowy zachód od szczytu Łysej Góry. Leży 5 km od Nowej Słupi. Graniczy ze Świętokrzyskim Parkiem Narodowym znajdując się w jego otulinie. Przez miejscowość przebiega droga wojewódzka nr 753 ze Słupi do Kielc. Bartoszowiny są najwyżej położoną miejscowością w gminie Nowa Słupia. Rozpościera się stąd widok na zachodnią część pasma Łysogór, a w pogodne dni także na kieleckie osiedla Na Stoku i Świętokrzyskie.
W pobliżu Bartoszowin swe źródło ma Słupianka.

## Integralne części wsi
| SIMC    | Nazwa      | Rodzaj    |
| ------- | ---------- | --------- |
| 0255190 | Dolna Wieś | część wsi |
| 0255208 | Muliszki   | część wsi |

## Historia
Bartoszowiny – ale także w roku 1711 Bartoszow, w roku 1780 zwane Bartossowinami, w roku 1787 pojawia się nazwa Bartoszowiny, w roku 1827 Bartoszewiny.

### Podległość świecka i kościelna
W roku 1787 powiat sandomierski, 1827 powiat opatowski parafia Nowa Słupia.
W roku 1780 graniczy z Paprocicami. Własność klasztoru świętokrzyskiego

### Kalendarium własności i powinności
Wieś lokowana w latach 1652–1711 na terenach należących do opactwa od czasu fundacji klasztoru, a od 1594 r. wchodzących w skład uposażenia konwentu.
W  okolicy tej w okresie XIV-XV w. znajdowały się obszary zwane Bussecz i Senno.
W roku 1787 wieś liczyła 68 mieszkańców. W roku 1792 dzierżawcą był Józef Szachtl. W 1819 wieś z karczmą należy do stołu konwentu świętokrzyskiego.
W roku 1819 jest jedyną wsią czynszową klasztoru. Kmiecie płacą po 50 zł, zagrodnicy po 25 zł czynszu, wszyscy odrabiają po 2 dni pomocnego przy żniwach na folwarku Baszowice. W roku 1827 wieś posiadała 14 domów i 134 mieszkańców.
W wieku XVIII w. dziesięcina snopowa należy do stołu konwentu świętokrzyskiego. W roku 1819 dziesięcina pieniężna wartości 24 zł należy również do stołu konwentu.
W 1916 r. powstała szkoła powszechna. Jej pierwszą nauczycielką została Maria Englichtówna.

## Urodzeni w Bartoszowinach
W 1945 w Bartoszowinach urodził się scenograf i reżyser teatralny Leszek Mądzik.